# یوژف چاکی
یوژف چاکی (به مجاری: Josef Csàky) هنرمند پیشرو مجارستانی است که به مجسمه‌سازی می‌پرداخت و برای مجسمه‌هایی که در ابتدای جنبش کوبیسم ساخته، مشهور است. او از جمله اولین هنرمندانی در پاریس بود که اصول تصویری کوبیسم را در آثارش به نمایش گذاشت. چاکی به همین دلیل، از مهم‌ترین هنرمندان ابتدای سده بیستم میلادی و از پیشگامان جنبش نوگرایی در هنر است. از آثار مشهور او می‌توان به گروهی از زنان و رقاص (۱۹۱۲) اشاره کرد.